# 어린 왕자 (2010년 애니메이션)
《어린 왕자》(프랑스어: Le Petit Prince)는 2010년부터 방영된 프랑스의 텔레비전 애니메이션이다. 앙투안 드 생텍쥐페리의 동명의 소설을 바탕으로 제작되었다. 총 52개의 에피소드로 이루어져 있으며, 각각의 에피소드는 26분이다.

## 한국어판 목소리 출연
- 최승훈: 어린 왕자
- 김영선: 사막 여우
- 이정구: 뱀
- 전해리: 장미
- 단역: 엄상현, 전태열, 전숙경, 홍진욱, 진정일, 한혜원, 박선영, 방성준, 오병조, 최한, 이선주, 홍희숙, 류승곤, 박영재, 안용욱, 박성태, 임채헌, 차명화, 남도형, 이호산, 정미라, 박경찬, 한미리, 신용우, 김은아, 장민혁, 문남숙, 홍소영, 안장혁, 이선, 이광수, 정남, 소연, 김두희, 정훈석, 최석필, 온영삼, 손정아, 장광, 기영도